# Stripped (singel av Rammstein)
Stripped är en singel av bandet Rammstein, från vissa versioner av albumet Sehnsucht. Låten är en coverversion av Depeche Modes låt med samma namn. Enligt Till Lindemann gillade Depeche Mode deras version av låten. Låten finns även med på albumet For the Masses (som släpptes 1998), vilket är ett hyllningsalbum till Depeche Mode.
I de allra flesta versioner av låten så har vissa delar av texten klippts bort. Vanligtvis hörs enbart "Let me see you stripped" sjungas, där hela textraden egentligen är "Let me see you stripped down to the bone". Hela textraden sjungs dock i "Stripped (Heavy Mental Mix)", som remixats av Charlie Clouser. Detta är för övrigt den första låten av bandet som är på något annat språk än tyska. Även om både "Engel" och "Du hast" sjöngs in på engelska också så har de vissa tyska meningar i sig. Detta gör att "Stripped" är den första låten med Rammstein som är helt på engelska.

## Låtlista
1. "Stripped" – 4:25
2. "Stripped (Psilonaut Mix)" – 4:28 (Remix av Johan Edlund)
3. "Stripped (Heavy Mental Mix)" – 5:12 (Remix av Charlie Clouser)
4. "Stripped (Tribute to Düsseldorf Mix)" – 5:10 (Remix av Charlie Clouser)
5. "Stripped (FKK Mix)" – 4:35 (Remix av Günter Schulz)
6. "Wollt ihr das Bett in Flammen sehen" – 5:01 (Live Arena, Berlin '96, Multimedia Track)